# 食と緑博覧会駅
食と緑博覧会駅（しょくとみどりはくらんかいえき）は、かつて宮崎県宮崎市大字本郷北方にあった、九州旅客鉄道（JR九州）日南線の臨時駅である。「宮崎がうまい食と緑の博覧会'90」の会期終了に伴い、1990年（平成2年）9月17日に廃駅となった。事務管コードは▲942101を使用していた。

## 歴史
「宮崎がうまい食と緑の博覧会'90」の開催に合わせて設置した臨時駅であった。なお、当駅開設時の列車運行に関する解説は後述とする。

### 年表
- 1990年（平成2年）
  - 8月8日：「食と緑の博覧会 みやざき'90」開催に伴い開業する[1]。
  - 9月17日：「食と緑の博覧会 みやざき'90」の会期終了に伴い廃駅となる[1]。

### 駅名の由来
宮崎県宮崎市で1990年（平成2年）に開催した「宮崎がうまい食と緑の博覧会'90」の略称、「食と緑の博覧会 みやざき'90」がその由来となった。

## 駅構造
仮設（板は木製、柱は鉄パイプ）の単式ホーム1面1線を有した地上駅。プレハブの簡易駅舎を併設し、ホーム上にはJR九州の各駅で使用される駅名標と同じデザインの駅名標が設置された。なお、当駅のイメージイラストは「赤色のパプリカ」であった。このイラストは「食と緑の博覧会 みやざき'90」の公式イラストに使われたものと同一であり、博覧会の資料やテレホンカードにも採用された。

## 駅周辺
日南線と宮崎空港線が合流する辺りに当駅があった。東へ抜けると宮崎空港に、北へ抜けると山内橋（山内川に架かる橋）を経て田吉に至る。田吉駅や有料道路のインターチェンジはこちら側にある。そこから東へ進むと赤江に至る。赤江や本郷には掩体壕が宮崎基地の遺構として残存している。
南へ抜けると本郷や本郷南方に至るが、南方駅は当駅跡からやや離れた所にある。本郷には住宅街（本郷団地）があり、小学校（宮崎市立本郷小学校）や中学校（宮崎市立本郷中学校）もある。なお、宮崎南バイパスの本郷ランプはその手前側、田元神社の近くにある。
- 宮崎特攻基地慰霊碑[5][6][7]
- 赤江海軍練習航空隊門柱 - 門柱の上に「史跡」と記した石碑がある[5]。
- 宮崎空港
  - 宮崎空港駅（JR九州 宮崎空港線） - 1996年（平成8年）7月18日開業[8]。
  - 宮崎県防災救急航空センター[9]
- 赤江ふれあい公園
- 津和田ふれあい広場
- 田元神社[10]
- 田吉駅（JR九州 日南線・宮崎空港線） - 宮崎空港線の開業に併せて同駅も開業したが、同名の駅は3代目である[1][11]。
- 宮崎交通「津和田」停留所、「田吉」停留所
- 一ツ葉道路田吉インターチェンジ
- 国道220号宮崎南バイパス本郷ランプ
- 宮崎県道367号中村木崎線
  - 山内橋 - 山内川に架かる橋
- 山内川

## 駅跡地の現状
草むらとなっており、駅があった面影は残っていない。駅跡付近は宮崎県道367号線との並行区間であり、それに沿う近隣施設として弁当屋・新聞販売店・宮崎交通「津和田」停留所・ガソリンスタンドがある。

## 列車の運行に関して
当駅の開設期間中は日南線を走行する列車の臨時停車（早朝・深夜を除く）が行われ、快速日南マリーン号も当駅に臨時停車した。これに併せて食と緑博覧会号（普通列車。多客期に運行した増発列車〈トロッコ列車。1日2往復のみ運行〉は南方・曽山寺の各駅を通過）の運行も行われた。同列車は宮崎または南宮崎 - 青島間の運行を基本としていたが、うち1往復（ともに宮崎発着）は青島 - 油津間を延長運行した。

## 隣の駅
九州旅客鉄道（JR九州）
日南線
南宮崎駅 - 食と緑博覧会駅 - 南方駅
- 廃止当時、田吉駅は未開業。